# Ismaeel Abdullatif
Ismaeel Abdul-Latif, né le 11 septembre 1986, est un footballeur international bahreïni évoluant actuellement à Al-Khaldiya SC.